# Лига чемпионов АКВ
Лига чемпионов АКВ (англ. AVC Champions League) — ежегодный волейбольный турнир с участием ведущих клубов стран-членов Азиатской конфедерации волейбола (AVC), проходящий под эгидой AVC. Разыгрывается как среди мужских, так и среди женских клубов. 

## Кубок мира
В 1989—1998 годах проводились соревнования на Кубок мира (Peace Cup), в которых участвовали сильнейшие мужские волейбольные команды стран-членов AVC. С 1999 года стали проводиться официальные клубные чемпионаты Азии среди мужчин и женщин под управлением AVC (в 1999—2002 — Кубок AVC, в 2004—2024 — чемпионат Азии среди клубных команд). В 2025 году турнир получил нынешнее название — Лига чемпионов АКВ.

## Призёры

### Мужчины
| Год                                 | Место проведения                          | Золото                                    | Серебро                                   | Бронза                                    |
| Кубок AVC                           |                                           |                                           |                                           |                                           |
| 1999                                | Хэфэй                                     | «Сычуань Фулань» (Чэнду)                  | «Самсунг Иншурэнс» (Тэджон)               | «Пайкан» (Тегеран)                        |
| 2000                                | Супханбури                                | «Самсунг Иншурэнс» (Тэджон)               | «Пайкан» (Тегеран)                        | «Цзиньхань Ван»                           |
| 2001                                | Суйнин                                    | «Самсунг Иншурэнс» (Тэджон)               | «Сунтори Санбёрдз» (Осака)                | «Шанхай КТВ» (Шанхай)                     |
| 2002                                | Тегеран                                   | «Пайкан» (Тегеран)                        | «Санам» (Тегеран)                         | «Атырау» (Атырау)                         |
| 2003                                | Турнир отменён из-за эпидемии ТОРС        | Турнир отменён из-за эпидемии ТОРС        | Турнир отменён из-за эпидемии ТОРС        | Турнир отменён из-за эпидемии ТОРС        |
| Чемпионат Азии среди клубных команд |                                           |                                           |                                           |                                           |
| 2004                                | Тегеран                                   | «Санам» (Тегеран)                         | «Пайкан» (Тегеран)                        | «Атырау» (Атырау)                         |
| 2005                                | Исламабад                                 | «Рахат»-ЦСКА (Алма-Ата)                   | «Сайпа» (Тегеран)                         | «Шанхай Ориентал» (Шанхай)                |
| 2006                                | Ханой                                     | «Пайкан» (Тегеран)                        | «Рахат» (Алма-Ата)                        | БНИ «Таплус» (Джакарта)                   |
| 2007                                | Манама                                    | «Пайкан» (Тегеран)                        | «Аль-Хилаль» (Эр-Рияд)                    | «Аль-Араби» (Доха)                        |
| 2008                                | Алма-Ата                                  | «Пайкан» (Тегеран)                        | «Алматы» (Алма-Ата)                       | «Сунтори Санбёрдз» (Осака)                |
| 2009                                | Дубай                                     | «Пайкан» (Тегеран)                        | «Аль-Хилаль» (Эр-Рияд)                    | «Аль-Араби» (Доха)                        |
| 2010                                | Чжэньцзян                                 | «Пайкан» (Тегеран)                        | «Аль-Араби» (Доха)                        | «Панасоник Пантерз» (Хираката)            |
| 2011                                | Палембанг                                 | «Пайкан» (Тегеран)                        | «Алматы» (Алма-Ата)                       | «Шанхай Тан Династи» (Шанхай)             |
| 2012                                | Шанхай                                    | «Аль-Араби» (Доха)                        | «Шанхай Тан Династи» (Шанхай)             | «Калех Мазандаран» (Амоль)                |
| 2013                                | Тегеран                                   | «Калех Мазандаран» (Амоль)                | «Эр-Райян» (Доха)                         | «Тайвань Пауэр» (Тайбэй)                  |
| 2014                                | Манила                                    | «Матин Варамин» (Варамин)                 | «Эр-Райян» (Доха)                         | «Бэйцзин Байк Моторс» (Пекин)             |
| 2015                                | Тайбэй                                    | «Тайчун Бэнк» (Тайбэй)                    | «Аль-Араби» (Доха)                        | «Пайкан» (Тегеран)                        |
| 2016                                | Нейпьидо                                  | «Сармайе Бэнк» (Тегеран)                  | «Аль-Араби» (Доха)                        | «Тойода Госеи Трефуердза» (Инадзава)      |
| 2017                                | Намдинь, Ниньбин                          | «Сармайе Бэнк» (Тегеран)                  | «Тойода Госеи Трефуердза» (Инадзава)      | «Аль-Араби» (Доха)                        |
| 2018                                | Нейпьидо                                  | «Хатам Ардакан» (Ардакан)                 | «Атырау»                                  | WAPDA (Лахор)                             |
| 2019                                | Тайбэй                                    | «Варамин Шахрдари» (Варамин)              | «Панасоник Пантерз» (Хираката)            | «Эр-Райян»                                |
| 2020                                | Чемпионат отменён из-за пандемии COVID-19 | Чемпионат отменён из-за пандемии COVID-19 | Чемпионат отменён из-за пандемии COVID-19 | Чемпионат отменён из-за пандемии COVID-19 |
| 2021                                | Накхонратчасима                           | «Фулад Сирджан» (Исфахан)                 | «Аль-Араби» (Доха)                        | «Буревестник-Алматы» (Алма-Ата)           |
| 2022                                | Тегеран                                   | «Пайкан» (Тегеран)                        | «Сунтори Санбёрдз» (Осака)                | «Шахдаб Йезд» (Йезд)                      |
| 2023                                | Манама                                    | «Сунтори Санбёрдз» (Осака)                | «Джакарта Бхаянкара Пресиси» (Джакарта)   | «Полис Клаб» Доха                         |
| 2024                                | Йезд                                      | «Фулад Сирджан» (Исфахан)                 | «Шахдаб Йезд» (Йезд)                      | «Джакарта Бхаянкара Пресиси» (Джакарта)   |
| Лига чемпионов АКВ                  |                                           |                                           |                                           |                                           |
| 2025                                | Хираката, Киото                           | «Эр-Райян»                                | «Осака Блютеон» (Осака)                   | «Сунтори Санбёрдз» (Осака)                |

В 25 проведённых турнирах 17 раз побеждали команды Ирана, по 2 — Южной Кореи и Катара и по одному разу — Китая, Казахстана, Тайваня и Японии. Наиболее именитые: «Пайкан» (Иран) — 8 побед, «Самсунг Иншурэнс» (Южная Корея) и «Сармайе Бэнк» (Иран) — по 2.

### Женщины
| Год                                 | Место проведения                          | Золото                                    | Серебро                                   | Бронза                                    |
| Кубок AVC                           |                                           |                                           |                                           |                                           |
| 1999                                | Убонратчатхани                            | «LG Колтекс Ойл Корп.» (Сеул)             | «Аэро Тай» (Бангкок)                      | «Шанхай КТВ» (Шанхай)                     |
| 2000                                | Шаосин                                    | «Шанхай КТВ» (Шанхай)                     | «НЭК Ред Рокетс» (Кавасаки)               | «Чжэньцзян Наньду» (Чжэньцзян)            |
| 2001                                | Хошимин                                   | «Шанхай КТВ» (Шанхай)                     | «Хисамицу Спрингс» (Кобе)                 | «Аэро Тай» (Бангкок)                      |
| 2002                                | Бангкок                                   | «Хисамицу Спрингс» (Кобе)                 | «БЕК Уорлд» (Бангкок)                     | «Рахат» (Алма-Ата)                        |
| 2003                                | Турнир отменён из-за эпидемии ТОРС        | Турнир отменён из-за эпидемии ТОРС        | Турнир отменён из-за эпидемии ТОРС        | Турнир отменён из-за эпидемии ТОРС        |
| Чемпионат Азии среди клубных команд |                                           |                                           |                                           |                                           |
| 2004                                | Алма-Ата                                  | «Рахат» (Алма-Ата)                        | «Байи Иян» (Хунань)                       | «Чун Шань»                                |
| 2005                                | Ниньбинь                                  | «Тяньцзинь Бриджстоун» (Тяньцзинь)        | «Чун Шань»                                | «Корея Хайвэй Корп.» (Сеул)               |
| 2006                                | Манила                                    | «Тяньцзинь Бриджстоун» (Тяньцзинь)        | «Чун Шань»                                | «Сангсом» (Бангкок)                       |
| 2007                                | Виньйен                                   | «Рахат» (Алма-Ата)                        | «Сангсом» (Бангкок)                       | «Хисамицу Спрингс» (Кобе)                 |
| 2008                                | Виньйен                                   | «Тяньцзинь Бриджстоун» (Тяньцзинь)        | «Сангсом» (Бангкок)                       | «Торэй Эрроуз» (Оцу)                      |
| 2009                                | Накхонпатхом                              | «Федербрау» (Бангкок)                     | «Тяньцзинь Бриджстоун» (Тяньцзинь)        | «Торэй Эрроуз» (Оцу)                      |
| 2010                                | Гресик                                    | «Федербрау» (Бангкок)                     | «Жетысу» (Талдыкорган)                    | «ДжТ Марвелуз» (Нисиномия)                |
| 2011                                | Виньйен                                   | «Чанг» (Бангкок)                          | «Тяньцзинь Бриджстоун» (Тяньцзинь)        | «Жетысу» (Талдыкорган)                    |
| 2012                                | Накхонратчасима                           | «Тяньцзинь Бриджстоун» (Тяньцзинь)        | «Торэй Эрроуз» (Оцу)                      | «Чанг» (Бангкок)                          |
| 2013                                | Даклак                                    | «Гуандун Эвергрэнд» (Гуанчжоу)            | «Жетысу» (Талдыкорган)                    | «ПФЮ Блю Кэтс» (Кахоку)                   |
| 2014                                | Накхонпатхом                              | «Хисамицу Спрингс» (Кобе)                 | «Тяньцзинь Бохай Бэнк» (Тяньцзинь)        | «Жетысу» (Талдыкорган)                    |
| 2015                                | Фули                                      | «Бангкок Глэсс» (Бангкок)                 | «Хисамицу Спрингс» (Кобе)                 | «Чжэцзян Кайюань» (Ханчжоу)               |
| 2016                                | Бинян                                     | «НЭК Ред Рокетс» (Токио)                  | «Байи Шэньчжэнь» (Иян)                    | «Бангкок Глэсс» (Бангкок)                 |
| 2017                                | Усть-Каменогорск                          | «Супреме Чонбури» (Чонбури)               | «Хисамицу Спрингс» (Кобе)                 | «Тяньцзинь Бохай Бэнк» (Тяньцзинь)        |
| 2018                                | Усть-Каменогорск                          | «Супреме Чонбури» (Чонбури)               | «НЭК Ред Рокетс» (Кавасаки)               | «Цзянсу Зенит Стил» (Чанчжоу)             |
| 2019                                | Тяньцзинь                                 | «Тяньцзинь Бохай Бэнк» (Тяньцзинь)        | «Супреме Чонбури» (Чонбури)               | «Хисамицу Спрингс» (Кобе)                 |
| 2020                                | Чемпионат отменён из-за пандемии COVID-19 | Чемпионат отменён из-за пандемии COVID-19 | Чемпионат отменён из-за пандемии COVID-19 | Чемпионат отменён из-за пандемии COVID-19 |
| 2021                                | Накхонратчасима                           | «Алтай» (Усть-Каменогорск)                | «Накхонратчасима»                         | «Супреме Чонбури» (Чонбури)               |
| 2022                                | Семей                                     | «Куаныш» (Петропавловск)                  | «Алтай» (Усть-Каменогорск)                | «Даймонд Фуд-Файн» (Сарабури)             |
| 2023                                | Виньйен                                   | «Спорт Сентер 1» (Ханой)                  | «Даймонд Фуд-Файн» (Сарабури)             | «Ляонин Дунхуа» (Инкоу)                   |
| 2024                                | Накхонратчасима                           | «НЭК Ред Рокетс» (Кавасаки)               | «ЛП Банк Ниньбинь» (Ниньбинь)             | «Накхонратчасима»                         |
| Лига чемпионов АКВ                  |                                           |                                           |                                           |                                           |
| 2025                                | Пасиг                                     | «Жетысу» (Талдыкорган)                    | «ВТВ Биньдьен Лонган» (Танан)             | «Накхонратчасима»                         |

В 25 проведённых турнирах 8 раз побеждали команды Китая, 6 — Таиланда, 5 — Казахстана, 4 — Японии, по одному разу — Южной Кореи и Вьетнама. Наиболее именитые: «Тяньцзинь Бриджстоун» — 5 побед, «Федербрау»/«Чанг» (Таиланд) — 3.

## Регламент
Большая часть мест в турнире определяется по результатам предшествующего чемпионата. Остальные вакансии распределяются среди четырёх зональных ассоциаций Азиатской конфедерации волейбола. Каждая страна представлена одной или двумя командами.
В 2025 году в мужском турнире (1-й розыгрыш Лиги чемпионов АКВ), проходившем с 11 по 18 мая в Хиракате и Киото (Япония), приняли участие 12 команд — представители Японии (две команды), Австралии, Бахрейна, Вьетнама, Ирана, Казахстана, Катара, Китая, Таиланда, Тайваня и Филиппин (все — по одной команде). Соревнования состояли из предварительного этапа (4 группы) и плей-офф (четвертьфинал, полуфинал и финалы за 1-е и 3-е места). В финале «Эр-Райян» (Катар) победил команду «Осака Блютеон» (Япония) 3:0. 3-е место заняла «Сунтори Санбёрдз» (Индонезия), 5—8-е — «Аль-Мухаррак» (Бахрейн), «Шанхай Брайт» (Китай), «Актобе» (Казахстан), «Накхонратчасима» (Таиланд), 9—12-е — «Квинсленд Пайретс» (Австралия), «Тайчун Бэнк» (Тайвань), «Сигнал Спайкерс» (Филиппины), «Спорт Сентер 3» (Вьетнам).
Женский турнир 2025 года (1-й розыгрыш Лиги чемпионов АКВ) проходил с 20 по 27 апреля в Пасиге (Таиланд) с участием 12 команд — представителей Филиппин (3 команды), Австралии, Вьетнама, Гонконга, Иордании, Ирана, Казахстана, Китая, Таиланда и Тайваня. На предварительной стадии команды были разбиты на 4 группы. По две лучшие вышли в плей-офф и далее по системе с выбыванием определили призёров турнира. В финале «Жетысу» (Казахстан) победил команду «ВТВ Биньдьен Лонган» (Вьетнам) 3:1. 3-е место заняла «Накхонратчасима» (Таиланд), 4-е — «Бэйцзин Байк Мотор» (Китай).